# David Peel (musicista)
David Peel, nome d'arte di David Michael Rosario (New York, 1º agosto 1943 – New York, 6 aprile 2017), è stato un musicista e compositore statunitense.

## Biografia
Verso la fine degli anni sessanta Peel iniziò ad esibirsi insieme a Harold Black, Billy Joe White, e Larry Adam come "David Peel & The Lower East Side Band". Il suo ruvido stile acustico da strada, con testi provocatori inneggianti la marijuana e irrispettosi nei confronti dei "porci poliziotti fascisti" divenne ben presto molto popolare presso il nascente movimento hippy.
Nel 1968, Peel fu contattato dalla Elektra Records dopo essere stato "scoperto" da un emissario della casa discografica mentre si esibiva per strada cantando e suonando le proprie canzoni. Per la Elektra Peel incise il suo album di debutto Have a Marijuana, che raggiunse la posizione numero 186 nella classifica statunitense di Billboard. Anche se molto popolare presso gli studenti nei campus universitari, l'album riscosse un moderato successo e cadde velocemente nel dimenticatoio. Peel tornò quindi alle sue abituali occupazioni di musicista di strada.
Dopo un periodo di stanca, Peel venne "riscoperto" nel 1971 da John Lennon, all'epoca molto interessato ai movimenti rivoluzionari giovanili. Lennon raccontò di aver visto Peel per strada mentre David suonava con la sua band ragtag hippie nel Washington Square Park di New York (Greenwich Village). Entusiasta dello stile non convenzionale del musicista, l'ex Beatle gli produsse l'album dal provocatorio titolo The Pope Smokes Dope (it: "Il Papa fuma l'erba"). Il disco venne bandito in diversi Paesi e divenne immediatamente un pezzo raro nel mercato dei collezionisti.
Nel 1976 le etichette indipendenti Orange Records e Auravox Records pubblicarono An Evening With David Peel (prodotto da Sherwin Winick). L'LP fu pubblicizzato come un sensazionale spaccato documentaristico riguardante i tumulti rivoluzionari di fine anni sessanta e inizio settanta, ma non riscosse particolare successo.
Verso la fine degli anni settanta, Peel si orientò verso il contemporaneo punk rock con album quali King of Punk e Death to Disco.
David Peel è stato associato con il trasgressivo GG Allin, col suo album di debutto e con i suoi primi singoli, pubblicati dall'etichetta Orange Records. Allin avrebbe interpretato Devil's Prayer e I Want to Kill You di David Peel, e lo citò spesso nelle interviste per via della sua influenza musicale. David Peel produsse anche l'album di Allin dal titolo Always Was, Is, and Always Shall Be e cantò nella canzone (poi non pubblicata) What a Drag It is to Be Dead, con GG Allin alla batteria.
Nel 1995, le tracce presenti sull'album An Evening With David Peel furono combinate insieme a due vecchi brani riregistrati ex novo: Junk Rock e I Hate You (entrambi incisi ai Right Track Studios, NYC) per la pubblicazione in CD dal titolo Up Against the Wall.
Sempre nel 1995, Technohead produce I Wanna Be a Hippy, un remix gabber di I Like Marijuana. La canzone scala le classifiche in molte nazioni, e viene remixata ulteriormente da altri DJ. Nel 2007, il video di questo remix diventa virale, collezionando milioni di visualizzazioni.
Nel 2011 David Peel firmò un contratto discografico con la Global Recording Artists. Nel 2012 venne pubblicata la raccolta The David Peel Anthology. Nel periodo 2012-2013 partecipò attivamente al movimento di protesta contro Wall Street. Nel 2013 pubblicò l'album Up Against the Wall Street, disco di canzoni di protesta inciso insieme ai manifestanti. Nel 2015 tornò alla sua vecchia battaglia per la legalizzazione della marijuana e pubblicò il disco Give Hemp a Chance a nome "David Peel and the Lower East Side".

Peel è morto il 6 aprile 2017, all'ospedale V.A. di New York City, vittima di una serie di infarti consecutivi. Il 31 marzo 2017, Peel era stato accompagnato all'ospedale dal collega musicista Joff Wilson, dopo che aveva dichiarato di non sentirsi bene.

## Discografia
- 1968: Have a Marijuana
- 1970: The American Revolution
- 1972: The Pope Smokes Dope
- 1974: Santa Claus Rooftop Junkie
- 1976: An Evening with David Peel
- 1977: Bring Back the Beatles
- 1978: King of Punk
- 1979: Junk Rock / I Hate You (45 giri pubblicato a nome "David Peel and Death")
- 1980: Death to Disco
- 1980: John Lennon for President
- 1984: 1984
- 1986: Search to Destroy
- 1987: John Lennon Forever
- 1987: World War III
- 1993: Anarchy in New York City
- 1994: Battle for New York
- 1994: War and Anarchy
- 1995: Noiseville
- 1995: Up Against the Wall
- 2002: Legalize Marijuana
- 2002: Long Live the Grateful Dead
- 2002: Rock 'n' Roll Outlaw
- 2004: Jirokichi Live at Koenji
- 2008: Marijuana Christmas
- 2012: The David Peel Anthology
- 2013: Up Against the Wall Street
- 2015: Give Hemp a Chance

## Film
David Peel è apparso in vari film, inclusi Please Stand By (1972), Brusco risveglio (1989), High Times' Potluck (2004) e il documentario The U.S. vs. John Lennon (2006).
Nel film di Jack Milton Please Stand By, Peel interpretò la parte di un hippie rivoluzionario, che ruba il furgone di un network televisivo per trasmettere clandestinamente radicali messaggi rivoluzionari alla nazione.